# Claire Vezina
Claire Vezina est une musicienne et auteure-compositrice-interprète québécoise (canadienne).

## Débuts
Originaire de la ville de Québec, elle a une formation de pianiste dès son plus jeune âge et étudie à l'école de musique de l'Université Laval,. 
Au début de sa carrière, elle est d'abord musicienne-chanteuse au sein de divers groupes : elle parcourt le Québec et le Nouveau-Brunswick et son circuit des clubs présentant des titres choisis du répertoire rock, blues et soul en 1984 et 1989,,. Elle est entre autres claviériste du groupe Rock'n'Soul Band qui participe au volet Blues-Rock du Festival de jazz de Montréal,. Elle est semi-finaliste dans la catégorie auteur-compositeur-interprète au Festival international de la chanson de Granby en 1989 et remporte le concours de CHOI-FM Québec en chansons en plus de participer au Festival d'été international de Québec. Elle gagne le deuxième prix lors du concours Pouvoir de la chanson Diffusion-Power, l'année suivante (1990),. 
Au début des années 1990, Claire fonde son groupe, le Rock'n Soul band, où elle passe à l'avant-scène et ajoute, au répertoire choisi, ses propres compositions, en tournée au Québec et en France,.  Entre 1990 et 1993, elle est à nouveau en spectacle au Festival d'été de Québec et au Festival de jazz de Montréal. Elle participe également régulièrement à l'émission Beau et chaud, animée par Normand Brathwaite, sur les ondes de Télé-Québec.  En 1993, Claire Vezina est en nomination au prix Fondation des Musiques du Monde au gala des Prix d'Excellence des arts et de la culture à Québec.

## Claire Vezina
En 1993, Claire enregistre un premier album sous étiquette Sony Musique intitulé Claire Vezina en compagnie du guitariste-réalisateur Aldo Nova,. Sur cet album, enregistré au Studio The Asylum, figurent trois chansons qui connaîtront un succès au palmarès: Douce folie, Cœur sauvage et Dégivre. Les deux premières auront un vidéoclip en rotation à MusiquePlus et MuchMusic,. On y retrouve aussi un titre coécrit en collaboration avec Jon Bon Jovi et Aldo Nova: Tu me hantes dont Claire a écrit le texte.  Son style est comparé à ceux de Janis Joplin ou d'Alannah Myles.
En 1994, elle est en nomination au gala de  l'ADISQ pour remporter les prix Félix de Découverte de l'année et Album rock de l'année mais ces prix sont respectivement remportés par Zébulon et Nanette Workman,.  Cette même année, elle participe à une tournée pour les forces armées canadiennes en mission de maintien de la paix au Rwanda puis en 1995 par une tournée en duo en France,.

## Demi-Tour
En 1996, au retour d'une tournée de spectacles en France, Claire Vezina décide de produire elle-même son deuxième album et fonde les Éditions CVez. L'album a pour titre Demi-tour et est enregistré au studio Momentum (ville de Québec) avec la collaboration de Donald Charles et Réjean Julien qui coréalisent avec Claire. Croire la version française, écrite par Claire, d'un titre de Janis Joplin Try just a little bit harder se retrouve sur cet album. Un vidéoclip est réalisé par Francis Leclerc sur le titre Lola, un jour d'automne dont le tournage a lieu sur l'île d'Orléans près de Québec.  
De 1995 à 2002, elle effectue des tournées en duo ou avec son groupe, au Québec et en France; elle participe entre autres aux FrancoFolies de Montréal en 1996.  Elle remporte à nouveau le prix Fondation des Musiques du Monde lors du gala des Prix d'Excellence des arts et de la culture à Québec en 1997.

## Alambic

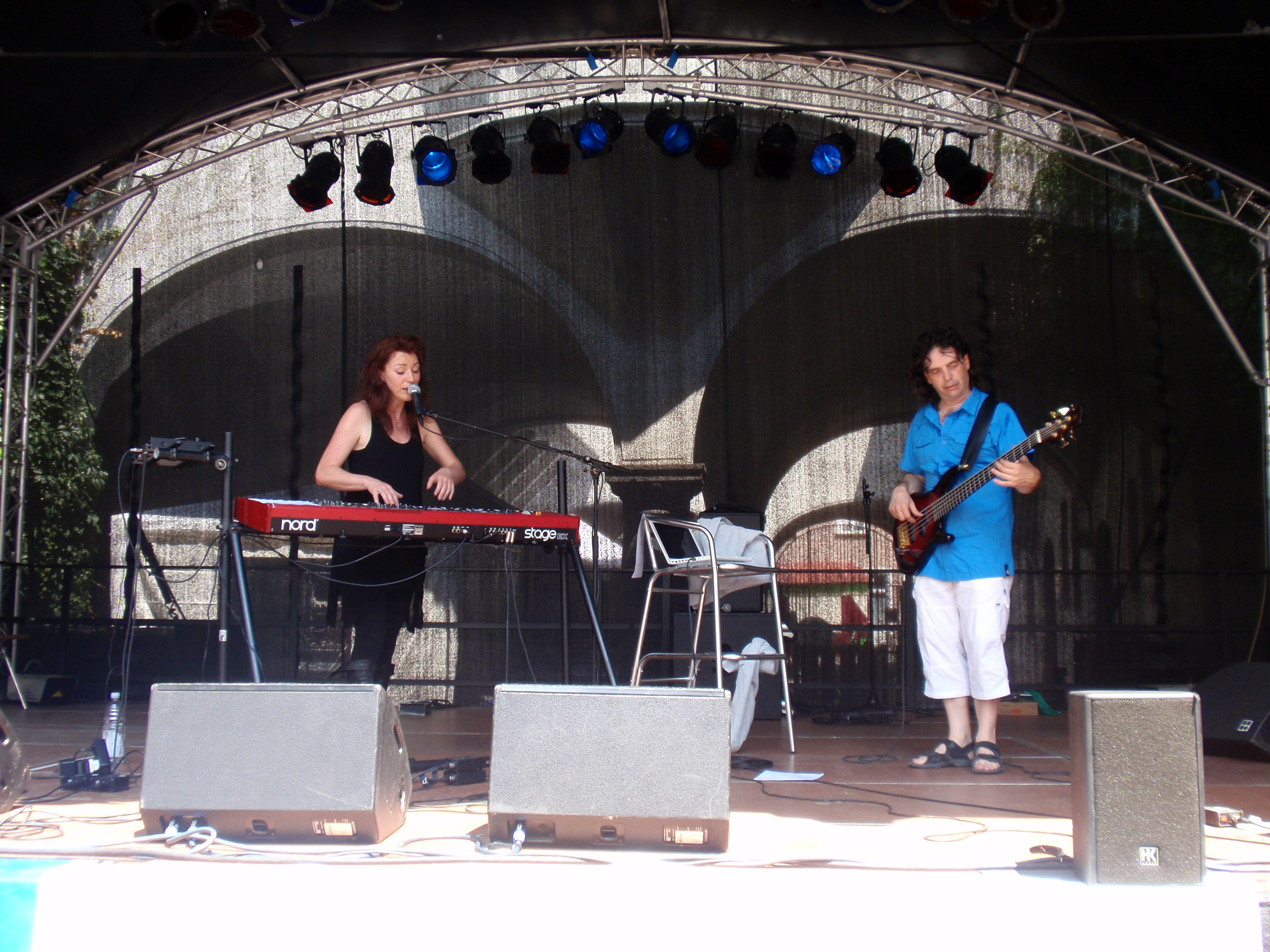
Claire Vezina et Marc-André Dubé le 3 juillet 2010 à Sarrebruck

Au début des années 2000, Claire Vezina fait paraître deux pièces, soit en 2000 la pièce Si loin... d'ici et en 2002 la pièce Seul le cœur compte.  
En septembre 2003, Claire Vezina présente l'album Alambic coréalisé avec Jeff Grenier au Studio Monocube à Mascouche. Ce dernier contribue aux guitares sur l'album, alors que Marc-André Dubé, son accompagnateur de longue date, est à la basse, Olivier Couture aux percussions et Claire Vezina elle-même aux claviers.  En plus de nouvelles pièces, deux extraits de son album précédent, Tellement froid ce soir et Encore un blues sont reprises sur Alambic.  Le son blues rock et la voix rauque de l'artiste sont remarqués sur cet album. Parmi les dix titres qu'il compte, elle y élargit cependant ses horizons avec une esthétique remarquée sur la pièce Dans les Appalaches, sur des thèmes amérindiens dans Malobiannah, louisianais dans Big Jack (C'est Mardi Gras) ou sociétal sur le jeu compulsif dans Qu'un jeu. L'album paraît sur l'étiquette des Disques Artic. Il est ré-édité en 2009 chez Unicorn digital. Un vidéoclip sera tourné près de chutes de Rawdon dans Lanaudière au Québec et réalisé par Christian Parenteau sur le titre Dans les Appalache.

## Cyber Neptune
Lors de la tournée Alambic, elle accumule des textes et des musiques qu'elle partage avec son musicien Serge Poulin et qui formeront la base de son album suivant.  Au printemps 2008, Claire Vezina sort donc son quatrième album intitulé Cyber Neptune. Réalisé avec la collaboration de Serge Poulin (Flangers, Pascale Picard) et de Jeff Grenier (Refuel, Still Missing), l'album est enregistré au Studio Monocube ainsi qu'avec La Grouve Shoppe de Québec. Il est distribué par Unicorn digital.  L'animateur de radio allemand Gerd Heger collabore également à la pièce Tant de guerres, ce qui vaut à Claire Vézina de se produire en spectacle de le Land de Sarre en Allemagne.
Le titre provient des deux thèmes qui se détachent et s'affrontent sur l'album: certains titres sont fluides et aquatiques, à la voix planante et où l'on note la présente du piano Rhodes, dans la lignée de Dans les Appalaches de son album précédent, d'où le Neptune,. D'autres sont plus urbains et empreints d'urgence, accompagnés à la guitare rock, d'où le Cyber,.  Cette double thématique s'est dégagée naturellement des titres existant alors qu'une bonne partie des pièces étaient déjà réalisées.   L'ensemble a une nouvelle sonorité pour Claire Vezina de rock progressif à rapprocher des sons de Tori Amos et Kate Bush, ce qui lui a permis de se faire remarquer par le label Unicorn digital, spécialisé en la matière,,.  Cela lui vaudra d'ailleurs de faire une prestation au festival de rock progressif Terra Incognita en 2010,.
Claire Vezina poursuit son œuvre dans la mouvance prog en prêtant sa voix à la pièce Poussière de lumière sur le troisième album solo de l'artiste de musique progressive Stéphane Desbiens, Big Face.  Elle participe aussi aux chants et aux pianos au cinquième album de l'américaine Lisa LaRue, World class.

## Discographie
- 1993 : Claire Vezina (Sony Musique)
- 1996 : Demi-Tour (Disques Douze)
- 2003 : Alambic (Disques Artic)
- 2009 : Alambic  ré-édition (Unicorn Digital)
- 2008 : Cyber Neptune (Unicorn Digital)